# Урыга, Алан
Алан Урыга (пол. Alan Uryga; 19 февраля 1994, Краков, Польша) — польский футболист, полузащитник клуба «Висла» (Краков).

## Биография
Воспитанник краковских клубов Гутник и Висла. Играл в сборных Польши соответствующих возрастов. Во время отборочного турнира к Чемпионату Европы до 17 лет 2011 года, был капитаном сборной Польши до 17 лет.
Дебют в матчах Экстракласы состоялся 7 апреля 2012 года против белостокской «Ягеллонии».